# Valerius Valerianus

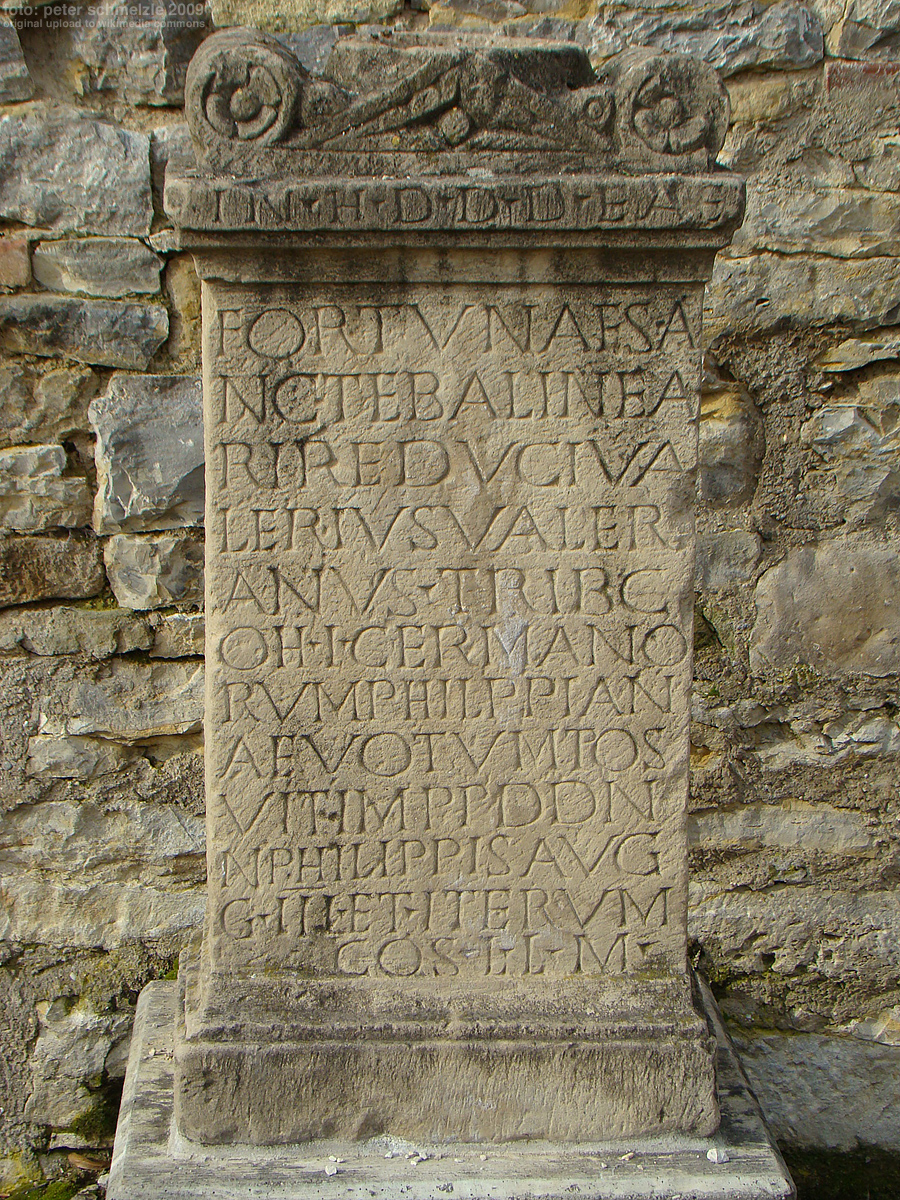
Die Inschrift

Valerius Valerianus (sein Praenomen ist nicht bekannt) war ein im 3. Jahrhundert n. Chr. lebender Angehöriger des römischen Ritterstandes (Eques).
Durch eine Inschrift, die beim Kastell Jagsthausen gefunden wurde und die auf 248 datiert ist, ist belegt, dass Valerianus Kommandeur (Tribunus) der Cohors I Germanorum Philippiana war, die zu diesem Zeitpunkt in der Provinz Germania superior stationiert war.